# Svenska mästerskapen i landsvägscykling 2019
Svenska mästerskapen i landsvägscykling 2019 arrangerades i Båstad och Jönköping under perioderna 28 juni–1 juli och 14–17 augusti 2019.
Mästerskapet delades upp i två perioder;
- Mästerskapet för linjelopp anordnades under perioden 28 juni–1 juli (enligt den internationella kalendern), i Båstad.
- Mästerskapet för tempolopp anordnades under perioden 14–17 augusti, i Jönköping.

## Program
SM Linjelopp
- Fredag 28 juni – Masters (MSM)
- Lördag 29 juni – Herr Junior och Dam Elit
- Söndag 30 juni – Dam Junior, Herr Elit och Ungdomsstafett
- Måndag 1 juli – Ungdoms-SM

SM Tempo
- 14 augusti – Herr Elit och Dam Elit
- 17 augusti – Junior-SM, Ungdoms-SM, Masters-SM och Para-SM

## Medaljörer

### Damer
| Gren                                      | Guld                                                        | Silver                                                | Brons                                                        |
| Linjelopp – seniorer 123,2 km (8×15,4 km) | Lisa Nordén HiQ SC                                          | Hanna Nilsson Åhus CK                                 | Nathalie Eklund Stockholm CK                                 |
| Tempolopp – seniorer 32 km (2×16 km)      | Lisa Nordén HiQ Sports Club                                 | Nathalie Eklund Stockholm CK                          | Hanna Nilsson Åhus CK                                        |
| Lagtävling, tempolopp – seniorer          | Stockholm CK Nathalie Eklund Emelie Persson Hanna Johansson | CK Valhall Sara Hedberg Marlin Brown Åsa Christiernin | Giro Cycle Club Josefin Bergman Sophie Sundström Marie Rydne |
| Linjelopp – juniorer 61,6 km (4×15,4 km)  | Wilma Olausson Giro CC                                      | Kajsa Eneroth HiQ SC                                  | Julia Borgström Höllviken CK                                 |
| Tempolopp – juniorer 16 km                | Wilma Olausson Giro Cycle Club                              | Julia Borgström Höllviken Cykelklubb                  | Ellen Stålberg Cykelklubben Daino                            |

### Herrar
| Gren                                       | Guld                                                     | Silver                                                                                   | Brons                                                     |
| Linjelopp – seniorer 184,8 km (12×15,4 km) | Lucas Eriksson Motala AIF CK                             | Tobias Ludvigsson CK HVR16                                                               | Erik Bergström Frisk Team F-arton Sport Club              |
| Tempolopp – seniorer 32 km (2×16 km)       | Tobias Ludvigsson CK HVR16                               | Erik Bergström Frisk Team F-arton Sport                                                  | Hugo Forssell CK Hymer                                    |
| Lagtävling, tempolopp – seniorer           | CK Hymer Hugo Forssell Jakob Södergrann Erik Gabrielsson | Team F-arton Sport Club Erik Bergström Frisk Hannes Bergström Frisk Christoffer Eriksson | Stockholm CK Leopold Kaftanski Amir Ansari Clas Nordström |
| Linjelopp – juniorer 123,2 km (8×15,4 km)  | August Höglund IK Hakarpspojkarna                        | Hjalmar Klyver CK Bure                                                                   | Kalle Berglund Södertälje CK                              |
| Tempolopp – juniorer 32 km (2×16 km)       | Edvin Lovidius Södertälje Cykelklubb                     | Hjalmar Klyver Cykelklubben Bure                                                         | Jonathan Ahlsson Örebrocyklisterna                        |

### Webbkällor
1. ↑  ”SM Landsväg 2019”. scf.se. 30 januari 2019. https://scf.se/landsvag/tavling/sm-landsvag-2019/. Läst 3 november 2022.
2. ↑  ”Program för Landsvägs-SM 2019”. scf.se. 28 juni 2019. https://scf.se/landsvag/landsvags-sm-2019-startar-idag-med-masters/. Läst 3 november 2022.
3. ↑  ”Tempo-SM och Cykelns dag i Jönköping 14 augusti”. mynewsdesk.com. 9 augusti 2019. https://www.mynewsdesk.com/se/svenska_cykelforbundet/pressreleases/tempo-sm-och-cykelns-dag-i-joenkoeping-14-augusti-2903685. Läst 3 november 2022.
4. 1 2 3 4  ”Resultatlista SM Linje 2019-06-29--30” (PDF). swecyclingonline.se. Arkiverad från originalet den 21 januari 2021. https://web.archive.org/web/20210121010858/http://swecyclingonline.se/api/v1/fil/bilagor/cfa9c92a-6a82-4624-bc22-57aea20a8f0c/ressmlinje2019.pdf. Läst 3 november 2022.
5. 1 2 3 4  ”Resultat Landsvägs-SM – Medaljörerna 2019”. scf.se. 28 juni 2019. https://scf.se/landsvag/tavling/sm-landsvag-2019/resultat-landsvags-sm-linje/. Läst 3 november 2022.
6. 1 2  ”SCF Svenska Mästerskapen Landsväg tempo 2019 2019-08-14 – Klass Damer Seniorer” (PDF). indta.se. Arkiverad från originalet den 20 januari 2021. https://web.archive.org/web/20210120093844/https://www.indta.se/api/v1/fil/bilagor/aac80784-b3f5-4f63-aa99-3054098bdbbe/resultatlistadamerseniorer.pdf. Läst 3 november 2022.
7. 1 2 3 4 5 6  ”Medaljörer SM tempo 2019”. scf.se. 14 augusti 2019. https://scf.se/landsvag/tavling/sm-landsvag-2019/resultat-sm-tempo-2019/. Läst 3 november 2022.
8. 1 2  ”SCF Svenska Mästerskapen Landsväg tempo 2019 2019-08-17” (PDF). indta.se. Arkiverad från originalet den 20 januari 2021. https://web.archive.org/web/20210120093731/https://www.indta.se/api/v1/fil/bilagor/62f6016b-f5c4-4002-8703-0687991ae5bd/resultatsmtempolordag190817.pdf. Läst 3 november 2022.
9. 1 2  ”SCF Svenska Mästerskapen Landsväg tempo 2019 2019-08-14 – Klass Herrar Seniorer” (PDF). indta.se. Arkiverad från originalet den 20 januari 2021. https://web.archive.org/web/20210120092833/https://www.indta.se/api/v1/fil/bilagor/10e13f03-19bd-4c79-8959-be0bfb7a1c57/resultatlistaherrarseniorer.pdf. Läst 3 november 2022.